# Праздник Нептуна (фильм)
«Пра́здник Непту́на» — советский полнометражный цветной художественный фильм, поставленный на киностудии «Мосфильм» при участии «Ленфильма» в 1986 году. Одна из  первых перестроечных лент, фильм стал дебютным для режиссёра Юрия Мамина и сценариста Владимира Вардунаса, положив начало их сотрудничеству. В сюжете, репликах и музыкальном оформлении много отсылок к фильму «Александр Невский», снятому Сергеем Эйзенштейном в 1938 году.
Фильм получился небольшим по времени, поскольку киноэкспедиция была закончена раньше срока из-за нехватки бензина для транспорта. Существует также сокращённая 44-минутная версия фильма.

## Сюжет
Каждый год 1 января в посёлке Малые Пятки Псковской области проводится «Праздник Нептуна». И каждый год руководство исправно рапортует о нём наверх, приводя красивые данные о массовом участии трудящихся в физкультурно-оздоровительном мероприятии. На самом деле никакого праздника и в помине нет, весь расчёт на то, что 1 января утром никто и никогда не доберётся до отдалённого райцентра, чтобы проверить цифры официального отчёта.
Тем не менее 28 декабря 1985 года из областного центра приходит телеграмма: 1 января приезжает поделиться опытом группа «моржей» из Швеции, узнавшая о таком массовом мероприятии.
Руководство райцентра делает всё возможное и невозможное. В назначенное время, при 30-градусном морозе, под грозную музыку Прокофьева из фильма «Александр Невский», русские, как семьсот лет назад, встречают иноземное нашествие на льду озера. И пока шведы любуются происходящим с высокого берега, жители посёлка действительно бросаются в ледяную воду.
Праздник Нептуна в разгаре, к проруби не протолкнуться, отъезда иностранных гостей никто не замечает.

## В ролях
- Виктор Михайлов — Василий Петрович Хохлов
- Виолетта Жухимович — Клавдия Васильевна
- Роберт Курляндчик — Дубинкин
- Яков Степанов — Мишка
- Виктор Цепаев — Гаврилов
- Анатолий Быстров — Василий
- Иван Криворучко — Полищук
- Юрий Новохижин — эпизод
- Василий Аземша — эпизод

## Съёмочная группа
- Автор сценария — Владимир Вардунас
- Режиссёр-постановщик — Юрий Мамин
- Оператор-постановщик — Анатолий Лапшов
- Художник-постановщик — Георгий Кропачёв
- Композитор — Виктор Кисин

## Награды
- Главный приз — ВКФ «Молодость» в г. Киеве (1986)
- Гран-при. За лучший комедийный фильм — на 4-м МКФ в Габрове, (Болгария) (1987)
- Гран-при. «Золотой дукат» (фильму) — на 35-м МКФ в Мангейме, (ФРГ) (1988)
- Главный приз. (фильму) — на 5-м фестивале молодых кинематографистов в г. Москве (1988)

## Место съёмки
Фильм снимался в Пскове и Изборске Псковской области. Роль вымышленного населённого пункта исполняла реальная деревня Торошино в Псковском районе Псковской области.